# ونه
ونه (به فرانسوی: Vanne) یک کمون در فرانسه است که در Canton of Dampierre-sur-Salon واقع شده‌است.

## خصوصیات
ونه ۹٫۷۲ کیلومترمربع مساحت و ۱۱۳ نفر جمعیت دارد.